# Gruvleflesa
Die Gruvleflesa (aus dem Norwegischen sinngemäß übersetzt Gezahnte Insel) umfassen zwei felsige Hügel im ostantarktischen Königin-Maud-Land. Im Kurzegebirge der Orvinfjella ragen sie westlich der Gruvletindane aus einer Moräne heraus.
Norwegische Kartografen, die sie deskriptiv benannten, kartierten sie anhand von Vermessungen und Luftaufnahmen der Dritten Norwegischen Antarktisexpedition (1956–1960).